# CFR-Baureihe 231
Die Dampflokomotiven der CFR-Baureihe 231 wurden von 1913 bis 1923 von der rumänischen Staatsbahn Căile Ferate Române (CFR) bei den deutschen Herstellern Maffei und Henschel beschafft. Sie waren die schnellsten bei den CFR eingesetzten Dampflokomotiven. Die Maschinen mit der Achsfolge 2’C1’ („Pacific“) waren über Jahrzehnte das Rückgrat der Schnellzugverkehre auf dem rumänischen Eisenbahnnetz.

## Geschichte
Die europaweit zunehmenden Zuggewichte und die Ausdehnung des Schnellzugverkehrs in den ersten Jahren des 20. Jahrhunderts führten auch in Rumänien zu zusätzlichem Bedarf an leistungsfähigen Schnellzuglokomotiven. Die CFR hatten zuletzt 1901 von Breda zehn Verbundmaschinen mit der Achsfolge 2’C (CFR-Nummern 8001 bis 8010) mit De-Glehn-Antrieb erhalten, die für die steigenden Anforderungen nicht mehr ausreichten. Orientiert am Vorbild der Bayerischen S 3/6, damals eine der leistungsfähigsten europäischen Schnellzuglokomotiven, bestellten die CFR 1912 bei Maffei in München zunächst 20 neue Schnellzuglokomotiven in Ausführung als „Pacific“-Lokomotiven mit der Achsfolge 2’C1’. Die Breda-Lokomotiven waren mit dem für Rumänien neuen Verbundantrieb anscheinend nicht so erfolgreich gewesen, da die CFR als wesentlichen Unterschied zur mit Verbundantrieb ausgestatteten S 3/6 bei Maffei einen Vierlingsantrieb in Auftrag gaben. Die Lokomotiven wurden 1913 abgeliefert und übernahmen die wichtigsten Schnellzugleistungen im Vorkriegsrumänien. Pro Stück hatten die CFR 134.000 Lei zu zahlen.
Alle Lokomotiven wurden zunächst in Bukarest stationiert und bespannten von dort aus Schnellzüge nach Constanța, Pitești, Galați und Mărășești, darunter auch den Orient-Express von Paris über Bukarest nach Constanța. 1914 bis 1915 folgte ein zweites Los von weiteren zwanzig Maschinen. 
Das Ende des Ersten Weltkriegs brachte Rumänien eine deutliche Gebietserweiterung, insbesondere durch den Gewinn von Siebenbürgen und dem Banat im Vertrag von Trianon von Ungarn. Der Krieg hatte den Triebfahrzeugbestand zudem dezimiert und die CFR bestellten daher 1922 bei Maffei und Henschel weitere 50 Pacifics, die lediglich in Details von den Vorkriegslieferungen abwichen. Maffei lieferte 20 und Henschel 30 Stück, unter letzteren auch die Lokomotive 231.054 mit der Henschel-Liefernummer 19.000. Als Jubiläumslokomotive war sie in abweichender grüner Farbgebung im Sommer 1925 auf der Deutschen Verkehrsausstellung in München zu besichtigen. Mit der Übernahme früherer ungarischer und österreichischer Strecken und der damit verbundenen erheblichen Ausweitung ihres Fuhrparks führten die CFR ein neues Baureihenschema nach französischem Vorbild mit Ziffern für die Anzahl der Lauf- und Kuppelachsen ein. Die ab 1922 gelieferten Pacifics erhielten daher die Baureihenbezeichnung 231 und wurden mit den Nummern 231.041 bis 231.090 in den Fahrzeugpark eingeordnet. Aus nicht bekannten Gründen nummerten die CFR allerdings ihre älteren eigenen wie auch die aus Österreich-Ungarn übernommenen Lokomotiven nicht um, diese behielten ihre alten Nummern. Die nunmehr 90 Pacifics übernahmen fast alle wichtigen rumänischen Schnellzugleistungen, darunter unter anderem der Simplon-Orient-Express und die ab 1929 eingeführten luxuriös ausgestatteten Pullman-Express-Züge der CIWL von Bukarest nach Galați, Brașov und Constanța. Erst ab 1937 erhielten sie durch die CFR-Baureihe 142, Lizenzbauten der BBÖ 214, Konkurrenz. Mit zulässigen 126 km/h blieben die 231 allerdings die schnellste Dampflokomotivbaureihe der CFR.
Nach dem Zweiten Weltkrieg wurden die 231, von denen lediglich die 231.090 als Kriegsverlust ausgemustert werden musste, auch in Iași und Buzău stationiert. Neben den Schnellzügen in den Ebenen der Walachei und der Moldau übernahmen sie auch Personenzugleistungen auf Strecken in den Karpaten. Die Lokomotiven waren bei ihren Personalen sehr geschätzt, viele investierten erheblichen Aufwand in die Pflege und das Aussehen ihrer Maschinen, die vielfach mit weißen Radreifen, polierten Stahlbändern um Kessel und Schornstein sowie chromverzierten Zylinderdeckeln verziert wurden. Ab 1959 beschafften die CFR große Serien an Diesellokomotiven der CFR-Baureihe 060 DA nach schweizerischer Lizenz. Die Diesellokomotiven ersetzten die 231 schrittweise auf ihren wichtigsten Einsatzstrecken, auf anderen Strecken führte die Elektrifizierung zur Verdrängung der Dampflokomotiven. Noch 1970 war die Mehrzahl der Pacifics im Bestand der CFR, sie wurden aber in den Folgejahren rasch außer Dienst genommen. Die letzte regelmäßige Schnellzugleistung war der „Bulgaria-Express“ zwischen Bukarest und dem bulgarischen Grenzbahnhof Ruse an der Donau, der bis zum Januar 1975 eine Aufgabe der 231 war. Am 10. Januar 1975 wurde er letztmals von der 2213 bespannt, damit endete der planmäßige Einsatz der Baureihe. Einige Exemplare wurden in den Folgejahren als Dampfspender verwendet. Bis 1983 wurden jedoch fast alle Maschinen letztlich verschrottet.

## Technische Merkmale
Die 231 ist weitgehend nach dem Vorbild der S 3/6 konstruiert worden, weicht aber vor allem mit ihrem Antrieb ganz erheblich von ihrem bayerischen Pendant ab. Alle vier Zylinder des Vierlingsantriebs liegen in einer Reihe und treiben die erste Kuppelachse an. Um trotz des Antriebs auf die erste Achse ausreichend lange Treibstangen zu erhalten, aber dennoch einen zu großen Gesamtradstand zu vermeiden, wurden die Zylinder nicht – wie meist bei Lokomotiven mit führenden Drehgestellen – mittig zwischen beiden Laufachsen platziert, sondern in Höhe der ersten Laufachse. Je ein Innen- und Außenzylinder erhielten einen gemeinsamen Kolbenschieber mit gekreuzten Dampfkanälen zur Versorgung der Zylinder.
Die erste Kuppelachse war entsprechend dem Vierlingsantrieb als Kropfachse ausgeführt, was sich im Laufe der Jahre allerdings als eine wesentliche Schwachstelle der Maschinen zeigte. Aufgrund von Schäden durch Lufteinschlüsse in den Achsen mussten in den 1950er Jahren bei einigen Lokomotiven neue Kropfachsen eingebaut werden, einige der älteren Maffei-Exemplare wurden aufgrund solcher Schäden in den 1960er Jahren als erste Maschinen ihrer Baureihe (von Unfall- und Kriegsverlusten abgesehen) vorzeitig ausgemustert.
Wie die S 3/6 erhielt die 231 einen Barrenrahmen und dank der weit zurückgesetzten Nachlaufachse einen breiten Rost. Weitere Ausstattungsmerkmale waren die Heusinger-Steuerung und ein Schmidt-Überhitzer. Die Feuerung erfolgte wie bei vielen rumänischen Lokomotiven durch eine Mischung aus Schweröl und Braunkohle, beides heimische Brennstoffe.

## Erhaltene Lokomotiven
Zwei Pacifics der Baureihe sind erhalten geblieben, mit der 231.050 und der 231.065 je ein Exemplar von Maffei und von Henschel. Siehe dazu Liste in Rumänien vorhandener Dampflokomotiven.